# Molophilus lewisianus
Molophilus lewisianus är en tvåvingeart som beskrevs av Günther Theischinger 1996. Molophilus lewisianus ingår i släktet Molophilus och familjen småharkrankar. Inga underarter finns listade i Catalogue of Life.